# Contronatura
Pour plus de détails, voir Fiche technique et Distribution.
Contronatura est un film fantastique germano-italien réalisé par Antonio Margheriti, sorti en 1969.

## Synopsis
Angleterre, dans les années 1920. M. Barret, un notaire, doit se rendre à Brighton le plus rapidement possible pour régler une affaire de la plus haute importance.  Au cours du trajet, il est accompagné par l'avocat Ben Taylor, sa femme Vivian ainsi que d'Alfred, son administrateur, et sa maîtresse Margaret. À cause d'un violent orage, leur voiture s'enlise dans un chantier et ils sont obligés de s’abriter dans un lugubre chalet tenu par Uriat et sa vieille mère, une spirite capable de parler avec les morts. Le petit hôtel ressemble à une maison hantée car l'électricité et le téléphone sont coupés. La mère d'Uriat propose à leurs invités de participer à une séance de spiritisme. Mais celle-ci prend une tournure inattendue lorsque le passé trouble des cinq voyageurs est révélé. Ils sont tous responsables de la mort de trois personnes et elles réclament désormais vengeance contre eux.

## Fiche technique
- Titre original et français : Contronatura
- Réalisation : Antonio Margheriti
- Réalisation et scénario : Antonio Margheriti (crédité sous le nom d'« Anthony M. Dawson »), Giuseppe Masini
- Production : Central Cinema Company Film
- Montage : Otello Colangeli
- Musique : Carlo Savina
- Photographie : Riccardo Pallottini
- Production : Artur Brauner et Antonio Margheriti
- Pays :  Italie,  Allemagne de l'Ouest
- Langue d'origine : Italien
- Genre : Thriller fantastique
- Durée : 83 minutes
- Dates de sortie :
  -  Allemagne de l'Ouest : 30 mai 1969
  -  Italie : 12 septembre 1969
  -  Mexique : 31 mai 1969

## Distribution
- Joachim Fuchsberger : Ben Taylor
- Marianne Koch : madame Vivian Taylor
- Helga Anders : Elisabeth
- Dominique Boschero : Margarete
- Claudio Camaso : Alfred Sinclair
- Luciano Pigozzi : Uriat (crédité comme Alan Collins)
- Marianne Leibl : la mère d'Uriat
- Giuliano Raffaelli : Archibald Barrett
- Marco Morelli : Richard Wright
- Gudrun Schmidt : Diana